# متطلبات الحصول على تأشيرة لمواطني ساحل العاج
متطلبات الحصول على تأشيرة للمواطنين من ساحل العاج هي قيود دخول إدارية تفرضها سلطات الدول الأخرى على مواطني ساحل العاج. اعتبارًا من 2 يوليو 2019 كان المواطنون من ساحل العاج بدون تأشيرة أو تأشيرة دخول عند الوصول إلى 56 دولة وإقليم، مما جعل جواز سفر ساحل العاج يحتل المرتبة 88 من حيث حرية السفر (مقيد بجواز سفر من أوزبكستان) وفقًا لمؤشر هينلي لجوازات السفر

## خريطة متطلبات التأشيرة

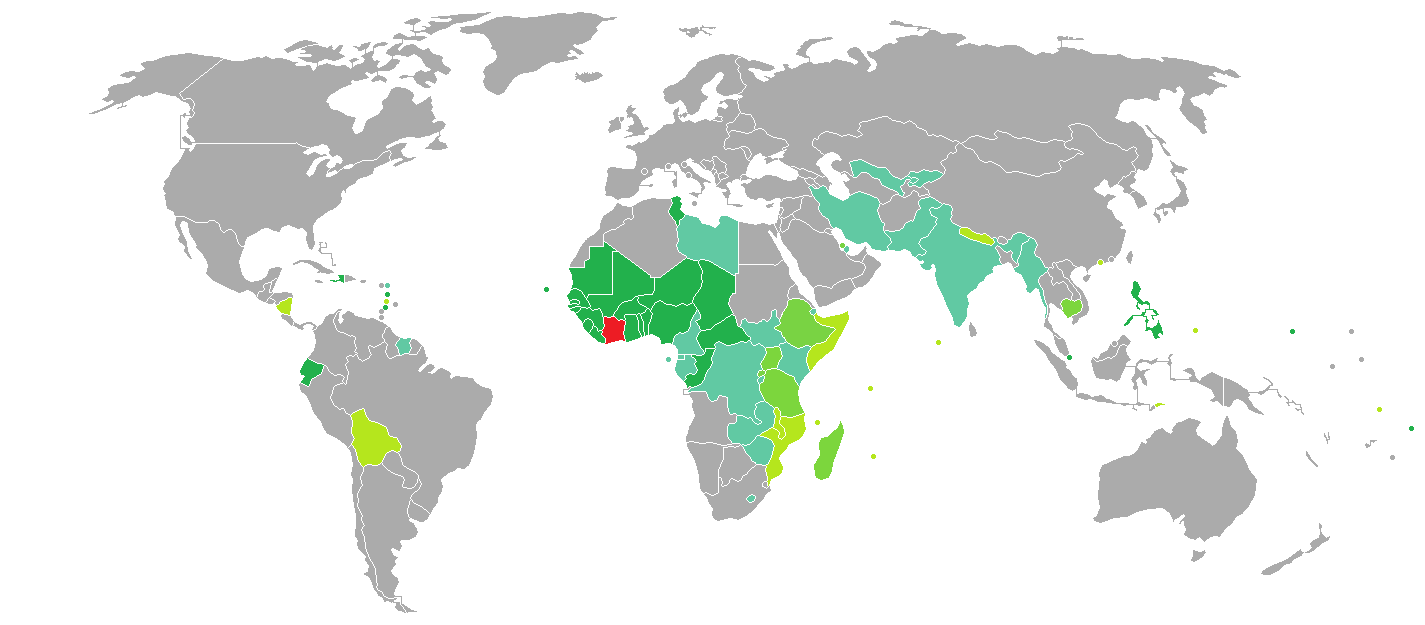
ساحل العاج
التأشيرة غير مطلوبة
تصدر التأشيرة عند الوصول
تأشيرة الكترونية
التأشيرة تصدر إلكترونيا أو عند الوصول
بحاجة إلى تأشيرة قبل الوصول

## متطلبات التأشيرة
| البلدان والأقاليم      | شروط الحصول                  |
| ---------------------- | ---------------------------- |
| بنين                   | 90 يوم                       |
| بوركينا فاسو           | 90 يوم                       |
| الرأس الأخضر           | نعم                          |
| جمهورية أفريقيا الوسطى | نعم                          |
| تشاد                   | 90 يوم                       |
| غامبيا                 | 90 يوم                       |
| غانا                   | 90 يوم                       |
| غينيا                  | نعم                          |
| غينيا بيساو            | 90 يوم                       |
| ليبيريا                | نعم                          |
| مالي                   | 90 يوم (أو بالبطاقة الشخصية) |
| موريتانيا              | 90 يوم (أو بالبطاقة الشخصية) |
| المغرب                 | 90 يوم                       |
| النيجر                 | نعم                          |
| نيجيريا                | 90 يوم                       |
| السنغال                | 90 يوم                       |
| سيراليون               | 3 شهور                       |
| توغو                   | 90 يوم (أو بالبطاقة الشخصية) |
| تونس                   | 90 يوم                       |